# Cypridininae
Cypridininae is een onderfamilie van kreeftachtigen uit de klasse van de Ostracoda (mosselkreeftjes).

## Geslachten
- Bathyvargula Poulsen, 1962
- Codonocera Brady, 1902
- Cypridina Milne Edwards, 1840 †
- Cypridinodes Brady, 1902
- Doloria Skogsberg, 1920
- Enewton Cohen & Morin, 2010
- Gigantocypris Mueller, 1895
- Hadacypridina Poulsen, 1962
- Jimmorinia Cohen & Kornicker in Cohen, Kornicker & Iliffe, 2000
- Kornickeria Cohen & Morin, 1993
- Macrocypridina Skogsberg, 1920
- Melavargula Poulsen, 1962
- Metavargula Kornicker, 1970
- Paracypridina Poulsen, 1962
- Paradoloria Poulsen, 1962
- Paravargula Poulsen, 1962
- Photeros Cohen & Morin, 2010
- Pseudodoloria Kornicker, 1994
- Pterocypridina Poulsen, 1962
- Rheina Kornicker, 1989
- Rugosidoloria Kornicker, 1975
- Sheina Harding, 1966
- Siphonostra Skogsberg, 1920
- Skogsbergia Poulsen, 1962
- Vargula Skogsberg, 1920